# Morze Alandzkie
Morze Alandzkie (szw. Ålands hav, fin. Ahvenanmeri) – niewielki akwen morski między wybrzeżem Szwecji i Wyspami Alandzkimi, część Morza Bałtyckiego.

## Charakterystyka
Głębokość średnia: 80 m, a maksymalna 301 m. Zasolenie wynosi 6-7‰. Temperatura wody jest niska. W zimie kształtuje się w granicach 0 °C, a w lecie (sierpień) około 13-15 °C. Stanowi drogę morską z Bałtyku właściwego do Zatoki Botnickiej. Wraz z otaczającymi lądami (ląd stały i wyspy) jest doskonałym miejscem wypoczynkowym dla turystów przede wszystkim w sierpniu, miesiącu najbardziej nasłonecznionym. W miesiącach zimowych bywa skute lodem.